# 57-es busz (Budapest)
A budapesti 57-es jelzésű autóbusz Hűvösvölgytől és a Remetekertvároson át közlekedik körforgalmi járatként. A vonalat a Budapesti Közlekedési Zrt. üzemelteti. A járműveket az Óbudai autóbuszgarázs állítja ki.
A járat csak az egyik irányban közlekedik. A Hűvösvölgy végállomástól a 63-as útvonalán halad a Széchenyi utca megállóhelyig, onnan tovább a Máriaremetei úton a Solymári elágazásig. Innen a 64-es útvonalán jut vissza a Hűvösvölgy végállomásra.
Az ellentétes irányban a 257-es busz közlekedik.

## Története
1952. február 12-én a FAÜ átvette a Hűvösvölgy környéki járatokat, ekkor indult el az 57-es jelzésű kétirányú körforgalmú járat is Hűvösvölgy és Remetekertváros között. Ezzel egy időben 57A jelzésű járatot is indítottak Hűvösvölgy és Budaliget között. Korábban itt a BART 200-as és 201-es jelzésű járata közlekedett. 1960. január 4-én végállomását áthelyezték a Népkert vendéglő mellé. 1961. június 19-én a betétjárat jelzését 57Y-ra módosították, majd 1965. december 13-án először a Honfoglalás utcáig, utána 1972. július 26-án a Géza fejedelem útjáig hosszabbították.
1977. január 1-jén az 57Y járat a 157-es jelzést kapta.
1994. április 1-jétől a Pesthidegkút irányú körforgalomban közlekedő járatok 257-es jelzéssel közlekednek.
1999. július 6-ától az 57-es, a 157-es és 257-es buszok BKV Plusz megjelölést kaptak és a Népkert helyett az új Hűvösvölgy nevű végállomásról indultak.
2013. február 16-án a hűvösvölgyi járatoknál is bevezették az első ajtós felszállási rendet.

## Útvonala
| Hűvösvölgy → Remetekertváros → Hűvösvölgy                                                                         | Hűvösvölgy → Remetekertváros → Hűvösvölgy |
| --- | ----------------------------------------- |
| Hűvösvölgy vá. – Hűvösvölgyi út – Hidegkúti út – Máriaremetei út – Hidegkúti út – Hűvösvölgyi út – Hűvösvölgy vá. |                                           |

## Megállóhelyei
Az átszállási kapcsolatok között a 257-es jelzésű járat nincsen feltüntetve, amely az ellenkező irányban közlekedik.
| 0  | Hűvösvölgy végállomás      |                                                                               |
| 1  | Bátori László utca         | 63, 64, 64A, 64B, 157, 157A, 164, 164B, 264                                   |
| 2  | Bükkfa utca                | 63, 157, 157A                                                                 |
| 3  | Széchenyi utca             | 63, 157, 157A                                                                 |
| 4  | Turul utca (kishíd)        |                                                                               |
| 5  | Kerényi Frigyes utca       |                                                                               |
| 6  | Csatlós utca               |                                                                               |
| 7  | Máriaremetei kegytemplom   | 157, 157A                                                                     |
| 8  | Gyarmati Dezső Uszoda      |                                                                               |
| 9  | Solymári elágazás          | 64, 64A, 64B, 164, 164B, 264                                                  |
| 10 | Templom utca (Kultúrkúria) | 64, 64A, 64B, 164, 164B, 264                                                  |
| 11 | Községház utca             | 64, 64A, 64B, 164, 164B, 264                                                  |
| 12 | Mikszáth Kálmán utca       | 64, 64A, 64B, 164, 164B, 264                                                  |
| 13 | Kölcsey utca               | 64, 64A, 64B, 164, 164B, 264                                                  |
| 14 | Kossuth Lajos utca         | 64, 64A, 64B, 164, 164B, 264                                                  |
| 16 | Hunyadi János utca         | 64, 64A, 64B, 164, 164B, 264                                                  |
| 17 | Bátori László utca         | 63, 64, 64A, 64B, 157, 157A, 164, 164B, 264                                   |
| 18 | Hűvösvölgy végállomás      | 29, 63, 64, 64A, 64B, 157, 157A, 164, 164B, 264 56, 56A, 59B, 61 Gyermekvasút |